# Czernica (rejon mikołajowski)
Czernica (ukr. Черниця, Czernycia) – wieś na Ukrainie, w obwodzie lwowskim, w rejonie stryjskim, w hromadzie Rozwadów. W 2001 roku liczyła 991 mieszkańców.
W II Rzeczypospolitej do 1934 roku wieś stanowiła samodzielną gminę jednostkową w powiecie żydaczowskim w woj. stanisławowskim. W związku z reformą scaleniową została 1 sierpnia 1934 roku włączona do nowo utworzonej wiejskiej gminy zbiorowej gminy Rozdół w tymże powiecie i województwie. 
W okresie II RP rząd polski założył na terenie dworu szkołę rolniczą. Po wojnie wieś weszła w struktury administracyjne Związku Radzieckiego.

## Zabytki
- dwór parterowy
- zabudowania dworskie (w ruinie)
- park dworski
- kościół katolicki (w ruinie), po 1945 roku służył za salę gimnastyczną, marcu 2020 roku został rozebrany[2]
- opuszczony cmentarz katolicki
- cerkiew drewniana